# نشر چرخ
نشر چرخ مؤسسه انتشاراتی ایرانی است که در زمینه‌های علوم اجتماعی، اندیشه سیاسی، مطالعات اقتصادی و ادبیات فعالیت می‌کند.بر اساس گزارش بانک اطلاعات خانه کتاب طی چهارده سال فعالیت این مؤسسه انتشاراتی تاکنون بالغ بر ۲۴۱ کتاب اعم از چاپ نخست یا تجدیدچاپ منتشر کرده است.
شماری از آثار منتشر شده در این نشر نامزد یا برگزیده رقابت‌های ملی کتاب ایران شدند. رمان توقیف شده زوال کلنل اثر محمود دولت‌آبادی از سوی این نشر دریافت مجوز ارسال شد و در نهایت امکان انتشار نیافت. برخی از نویسندگان و پژوهشگران ایرانی که آثارشان در نشر چرخ منتشر شده به این شرح است؛ بلقیس سلیمانی، محمد مالجو، حسن ذوالفقاری، ژاله آموزگار، شهلا زرلکی، حسن مرتضوی و…

## فعالیت
صاحب امتیاز نشر چرخ روزبه کیاییان است؛ برخی از کتاب‌های نشر چرخ مشترکاً با نشر چشمه منتشر شده است.مجوز فعالیت آن سال ۱۳۸۹ صدر شده است اما به‌طور رسمی فعالیت‌اش را از سال ۱۳۹۲ آغاز کرده است. نشر چرخ عمدتاً آثاری در حوزه فلسفه سیاسی و جامعه‌شناسی منتشر می‌کند. از جمله مجموعه کتاب‌های نشر چرخ می‌توان به این موارد اشاره کرد؛ حکمت باستان برای خوانندگان امروزی، اساطیر ملل، مطالعات فلسفی، مطالعات روان‌کاوی، مطالعات اجتماعی، مطالعات اقتصادی، مطالعات تاریخی، مطالعات زیستی، مطالعات ادبی. رمان «هست یا نیست» اثر سارا سالار نخستین اثری بود که سال ۱۳۹۲ در این انتشاراتی  منتشر شد. دومین اثر منتشر شده در این مؤسسه انتشاراتی تصحیح مهدی مدائنی و مهران افشاری از دیوان عطار نیشابوری بود که با نظارت علیرضا امامی انجام پذیرفت.

## کتاب‌ها و نویسندگان
در ادامه برخی از کتاب‌ها و نویسندگان همکار با نشر چرخ که به آن‌ها در رسانه‌ها پرداخته شده، این‌جا فهرست می‌شوند.
- یکصد منظومه عاشقانه ادب فارسی حسن ذوالفقاری[۱۱]
- دیوان عطار نیشابوری به تصحیح مهدی مدائنی و مهران افشاری با نظارت علیرضا امامی انجام پذیرفت.[۱۰]
- من از گورانی‌ها می‌ترسم بلقیس سلیمانی[۱۲]
- پوست در برابر پوست؛ پژوهشی دربارهٔ جنایت و مکافات فیودور داستایفسکی نوشته امیر نصری[۱۳]
- زوال کلنل محمود دولت‌آبادی نیز از سوی این نشر برای دریافت مجوز ارسال شد در نهایت مجوز نشر نگرفت.[۱۴]
- زنان، دشتان و جنون ماهانه نوشته شهلا زرلکی[۱۵]
- کوچ در پی کار و نان نوشته محمد مالجو[۱۶]
- درآمدی بر سه جلد سرمایه مارکس، نوشتهٔ مایکل هاینریش، با ترجمه خسرو کلانتری[۱۷]
- سپیده‌دمان همه‌چیز؛ تاریخ جدید نوع بشر نوشته دیوید گریبر و دیوید ونگرو، ترجمهٔ حسن مرتضوی، مهدی صابری و علیرضا خزائی[۱۸]
- کالیبان و ساحره نوشته سیلویا فدریچی، ترجمهٔ مهدی صابری[۱۹]
- یادداشت‌هایی دربارهٔ سوسیالیسم اثر جان استوارت میل، ترجمهٔ پوریا گل‌شناس[۲۰]
- اساطیر جهان لاروس نوشته پی‌یر گریمال، ترجمهٔ مانی صالحی علامه[۱۸]
- شناخت اساطیر ایران نوشته جان هینلز، ترجمهٔ ژاله آموزگار و احمد تفضلی[۲۱]
- رایحه زمان: جستاری فلسفی در باب درنگ‌کردن اثر بیونگ چول هان ترجمه فریدا فرنودفر[۲۲]
- بدهی: پنج هزار سالِ نخست اثر دیوید گریبر و ترجمه علی معظمی[۲۳]
- خشم شهری: شورش طرد شدگان نوشته مصطفی دیکچ ترجمه مجید ابراهیم‌پور، بنفشه خسروی و نیما شکرایی[۲۴][۲۵]

## دست‌آوردها
شماری از آثار منتشر شده در نشر چرخ در رقابت‌های ملی کتاب نامزد یا تحسین شده است.
- ناشر نامزد نهمین دوره جایزه جشنواره شعر فجر برای کتاب «یکصد منظومه عاشقانه فارسی» اثر حسن ذوالفقاری[۳]
- ناشر تحسین شده شانزدهمین دوره جایزه مهرگان ادب برای مجموعه داستان «پل‌ها» نوشته احمد ابوالفتحی[۵]
- ناشر نامزد هشتمین دوره جایزه جلال آل‌احمد برای مجموعه داستان «پل‌ها» نوشته احمد ابوالفتحی[۴][۵]
- ناشر نامزد دومین دوره کتاب سال جوان برای ترجمه علیرضا خزائی و محمدصادق فلاح‌پور از کتاب نقدی بر مارکسیسم نو اسمیتی، تألیف رابرت برنر[۲۶]